# Elisabetta Gnone
Elisabetta Gnone (Genova, 13 aprile 1965) è una giornalista e scrittrice italiana, ideatrice del fumetto W.I.T.C.H. e della saga di Fairy Oak.

## Biografia
Elisabetta Gnone nasce a Genova il 13 aprile 1965 e, dopo gli studi classici, nel 1990 entra nella The Walt Disney Company e due anni dopo diventa giornalista. Collabora con il settimanale Topolino e a molti mensili come Bambi, Cip & Ciop, Minni & Co. e La sirenetta, lanciando nel 1997 il mensile Winnie the Pooh. Lo stesso anno crea W.I.T.C.H., scrivendo le storie dei primi due numeri a fumetti: la serie diventa un successo mondiale e viene pubblicata in oltre 120 paesi.
Nel 2005 crea Fairy Oak, le vicende di un mondo fantastico e allo stesso tempo reale narrate dalla fata protagonista, Felì. Formata inizialmente da tre libri, se ne aggiungono altri quattro, da considerare come una sorta di "spin-off". L'ultimo di questi quattro capitoli (Addio, Fairy Oak) le fa vincere la dodicesima edizione del premio letterario Terre del Magnifico, dove viene scelto da una giuria di ragazzi della fascia 9-11 anni dell'Istituto comprensivo di Cortemaggiore. 
In questi anni è direttore responsabile del mensile Barbie Magazine.
Nel 2011 viene pubblicato, sempre della serie Fairy Oak, un vero e proprio "libro dei segreti": Un anno al villaggio - Il diario di Vaniglia e Pervinca.
Il 9 novembre 2015 ha pubblicato con Adriano Salani Editore Olga di carta - Il viaggio straordinario, una storia sull'importanza di raccontare le storie, che fra risate, commozione e tenerezza affronta i temi della fragilità, della vulnerabilità e dell'imperfezione che ci rendono umani.

## Opere
La serie Fairy Oak è costituita dai seguenti romanzi, pubblicati prima da De Agostini e poi da Salani:
La trilogia
- Il Segreto delle Gemelle (2005)
- L'Incanto del Buio (2006)
- Il Potere della Luce (2007)

I quattro misteri
- Capitan Grisam e l'Amore (2008)
- Gli Incantevoli Giorni di Shirley Poppy (2009)
- Flox Sorride in Autunno (2009)
- Addio, Fairy Oak (2010)

Libri esterni alla serie
- Un anno al villaggio - Il diario di Vaniglia e Pervinca (2011)
- La storia perduta (2020)
- Il destino di una fata (2021)

Altri libri
- Olga di carta. Il viaggio straordinario (Salani, 2016)
- Olga di carta Jum fatto di buio. Le storie di Olga di carta (Salani, 2017)
- Misteriosa. Le storie di Olga di carta (Salani, 2018)